# Ulrike Herrmann
Ulrike Herrmann, född 13 januari 1964 i Hamburg, är en tysk ekonomijournalist och bästsäljande författare. På svenska har hon gett ut boken Kapitalismens slut – Myten om grön tillväxt (2023).

## Liv och karriär
Ulrike Herrmann växte upp i en medelklassfamilj ett radhusområde i Hamburg. 
Hon har gått lärlingsutbildning som banktjänsteman vid Bayerische Vereinsbank, och studerat historia och filosofi vid Freie Universität Berlin. Hon har jobbat som forskningsassistent vid Körber Foundation och som presstaleskvinna för politikern Krista Sager.
Herrmann har varit redaktör på die tageszeitung sedan 2000. Från 2008 till 2014 var hon också ledamot i styrelsen för förlagskooperativet taz. Herrmann deltar ofta i politiska diskussioner i radio och tv.